# Barlest
Barlest é uma comuna francesa na região administrativa de Occitânia, no departamento dos Altos Pirenéus. Estende-se por uma área de 4,02 km², Em 2010 a comuna tinha 297 habitantes (densidade: 73,9 hab./km²)..